# 여성당 (핀란드)
여성당(핀란드어: Naisten puolue 나이스텐 푸올루에[*])은 핀란드에 있었던 정당이다. 1989년 창당하여 1995년 해산되었다.
1991년, 1995년 의회선거, 1992년 지방선거에 출마했지만 모두 한 석도 얻지 못했다.